# فیلیکس دلوس هروس
فیلیکس دلوس هروس (انگلیسی: Félix de los Heros; ۲۱ ژانویهٔ ۱۹۱۰ – مارس ۱۹۸۴ (سال ۷۴)) معروف به تاچه بازیکن فوتبال اهل اسپانیا بود که در پست هافبک بازی می‌کرد.
مشخص نیست که فیلیکس دلوس هروس از کجا و چه زمانی دوران بازی خود را آغاز کرد، اما در سال ۱۹۳۲ او برای باراکالدو اف سی بازی می‌کرد.
وی همچنین در تیم ملی فوتبال باسک بازی کرده‌است.